# Black Shark
Il Black Shark è un siluro pesante da 533 mm di diametro (21 pollici) filoguidato sviluppato dall'azienda WASS - Whitehead Alenia Sistemi Subacquei Spa, confluita in Leonardo-Finmeccanica dal 2016, in accordo alle esigenze operative della Marina Militare Italiana.

## Caratteristiche
Il siluro Black Shark è un'arma multi bersaglio progettata per essere utilizzata da diverse piattaforme di lancio ed impiegabile sia da unità di superficie che da unità subacquee. Il siluro è destinato alla lotta antinave ed antisottomarino ed è dotato di due modalità di lancio: "push-out" mediante catapulta oppure "swim-out" in virtù dalla spinta generata dalle eliche.
L'arma è stata concepita per contrastare le minacce tecnologicamente più moderne, siano esse bersagli di superficie o subacquei. Il siluro è filoguidato tramite un cavo in fibra ottica attraverso il quale il mezzo lanciante rimane in comunicazione per trasmettere e ricevere i dati necessari per il buon esito della missione.
Lo sviluppo è iniziato nel 1997 al fine di soddisfare le esigenze della Marina Militare Italiana circa una nuova generazione di siluri pesanti, da usare con gli ultimi sommergibili U212A sulla base dell'A184 Mod.3 ed era inizialmente conosciuto con la denominazione A184 Enhanced (avanzata) suggerendo che si sono sviluppate le specifiche sulla base dell'A184 Mod.3, ma gli è stato dato un nuovo nome per sottolineare che si trattava di un siluro completamente nuovo, migliore di un normale A-184, combinando un nuovo sistema di sonar avanzato (ASTRA), una guida attiva/passiva, un sistema per migliorare l'orientamento e percorsi di controllo, cavo in fibra ottica per la trasmissione di dati tra il siluro e il sottomarino, un nuovo motore potenziato ed eliche a controbilanciamento.
Il siluro Black Shark è lungo circa 6 metri, la lunghezza varia in base alla configurazione, sia essa di esercizio o di servizio, ha un diametro di circa 533 mm, è molto silenzioso e può operare in modalità di autoguida nell'ultima fase della missione.
Nella sua versione più innovativa è equipaggiato con una nuova batteria litio-polimeri.

## ASTRA
L'ASTRA (Advanced Sonar Transmitting and Receiving Architecture) è la testa acustica, sia attiva che passiva, del Black Shark, che può essere utilizzata come sensore remoto da parte dell'unità lanciatrice.

## Vendita all'estero
Il siluro oltre alla Marina Militare Italiana è stato venduto a diverse marine estere. Il Governo Indiano ha sospeso, nel corso del 2014, le trattative in corso da diversi anni per la fornitura all'Indian Navy di 98 Black Shark, per un controvalore di circa 300 milioni di Euro, a causa delle indagini promosse dalla magistratura italiana a carico di Finmeccanica, per la fornitura di 12 elicotteri AW-101 in versione VIP.

## Operatori
- Cile - 100
- Ecuador - 16
- Italia - circa 200 in varie batch
- Malaysia - 30
- Portogallo - 24
- Singapore - ?